# Эволюция (фильм)
«Эволюция» (англ. Evolution) — американская фантастическая кинокомедия 2001 года режиссёра Айвана Райтмана. Музыка к фильму была написана Джоном Пауэллом и исполнена Голливудским симфоническим оркестром, дирижёром выступил Гэвин Гринуэй. Альбом саундтреков был выпущен 12 июня 2001 года на лейбле Varèse Sarabande. К сериалу было выпущено продолжение в виде мультипликационного сериала под названием Alienators: Evolution Continues (также известный как Evolution: The Animated Series). Он просуществовал 1 сезон и состоял из 26 серий.

## Сюжет
Недалеко от города Глен-Каньон в пустыне Аризоны падает метеорит. Профессор местного колледжа, биолог Айра Кейн (Дэвид Духовны), и его коллега-геолог Гарри Блок (Орландо Джонс) стали исследовать метеорит и обнаружили внутри него своеобразную кровь голубого цвета. Взяв её на изучение в свою лабораторию, Айра обнаруживает в ней живые одноклеточные организмы, которые стремительно размножаются. Он зовёт Гарри взглянуть на этот феномен, но по прибытии назад в лабораторию они обнаруживают новый сюрприз: организмы в крови уже эволюционировали в многоклеточные!
Решив изучить метеорит ещё раз, Айра и Гарри с группой студентов отправляются на место крушения и обнаруживают большие изменения в обстановке: вокруг камня уже растут неизвестные грибы и рудиментарные растения, а по земле ползают миллионы плоских червей. Одновременно метеорит распространяет в атмосферу аммиак и сероводород, изменяя атмосферу под среду обитания червей. Айра и Гарри хотят сохранить это открытие в тайне, но вскоре ситуация начинает выходить из-под контроля: организмы из метеорита продолжают эволюционировать во всё более необычных и опасных животных, а в пещере на месте падения вырастают тропические джунгли. Когда об этом становится известно представителям власти, они берут место под контроль и не дают Айре и Гарри продолжить исследования.
Вскоре к учёным приходит работник местного отеля Уэйн (Шонн Уильям Скотт), ставший первым свидетелем падения метеорита. Он приносит им необычного крокодила-мутанта, который накануне вечером съел одного из постояльцев. Поняв, что пришельцы начали выходить на поверхность, Айра и Гарри решают немедленно ехать разбираться с ситуацией. Вскоре, к своему ужасу, они обнаруживают неподалёку от города огромное количество инопланетных драконов, которые умирают от земной атмосферы. Одна из самок внезапно перед смертью выплёвывает яйцо, и вылупившийся из него самец оказывается уже адаптированным к кислороду. Он залетает в местный торговый центр и берёт в заложники девушку, пытавшуюся украсть одежду, но героям удаётся её спасти и застрелить пришельца.
По вызову девушки-учёной Эллисон (Джулиана Мур), работающей на военных, Айра, Гарри и Уэйн возвращаются на место падения метеорита, где обнаруживают, что пришельцы уже эволюционировали до уровня приматов. Одна из обезьян уничтожает камеры наблюдения, а вскоре они начинают попытки добраться до военных и учёных через лифт. Их удаётся остановить, но губернатор (Дэн Эйкройд) приходит в такой ужас от увиденного, что даёт генералу добро на уничтожение пещеры с помощью напалма. Эллисон, отвращённая поведением фанатичного генерала, увольняется из армии и идёт работать к Айре и Гарри.
В лаборатории Кейна главные герои замечают, что взятый ими в начале фильма образец крови метеорита всё ещё остаётся в жидкой форме и не развивается. Внезапно Гарри роняет туда спичку, и жидкость за секунды превращается в набор толстых мышц, разросшихся по стене. Айра понимает, что именно сильная жара служит катализатором эволюции пришельцев, и взрыв напалма их вовсе не уничтожит, а ещё больше ускорит развитие, почти точно доводя ситуацию до катастрофической. Они тут же пытаются дозвониться до генерала и сообщить ему это, но он попросту не берёт трубку. Учёные понимают, что теперь только они сами могут изменить ситуацию, и начинают искать слабость пришельцев. Вскоре с помощью таблицы Менделеева они понимают, что селен для пришельцев является ядом, как мышьяк для земных организмов, и именно с его помощью можно подавить инопланетную угрозу. Неожиданно Дик и Дэнни, самые недалёкие студенты Айры, подсказывают идею воспользоваться шампунем «Head & Shoulders», который содержит в своём  составе сульфид селена. Впечатлённый Айра ставит парням по пятёрке и велит раздобыть столько этого шампуня, сколько они смогут.
Уэйн, мечтавший стать пожарным, добывает у знакомого пожарную машину и вместе с командой наполняет её резервуары шампунем, после чего они отправляются на борьбу с чужими, стараясь опередить военных. Они уже готовы полить монстров и лес из шланга, но вооружённые силы начинают операцию раньше, и учёным приходится бежать. Взрыв напалма действительно вызывает эволюционный скачок, и из всех растений и животных в пещере образуется простейший организм исполинских размеров, с лёгкостью давящий под собой людей. Вскоре у этого чудовища начинается митоз, и команда решается на немедленное применение шампуня, пока инопланетное существо ещё не успело разделиться. Они успевают ввести шланг в анальное отверстие монстра, и уже через минуту тот раздувается и взрывается. Губернатор публично благодарит всю команду героев за спасение планеты, Уэйн наконец становится пожарным, а Айра и Эллисон начинают отношения.

## В ролях
| Актёр            | Роль             |
| ---------------- | ---------------- |
| Дэвид Духовны    | Айра Кейн        |
| Джулианна Мур    | Эллисон Рид      |
| Орландо Джонс    | Гарри Блок       |
| Шон Уильям Скотт | Уэйн Грей        |
| Итан Сапли       | Дик              |
| Дэн Эйкройд      | губернатор Льюис |
| Тед Ливайн       | генерал Вудмэн   |
| Кристин Медоуз   | Пэтти            |
| Кэтрин Таун      | Надин            |
| Джерри Трейнор   | Томми            |

## Награды и номинации
- 2001 — номинация на премию «Golden Schmoes Awards» в категории «Best Sci-Fi Movie of the Year».
- 2001 — номинация на премию «GoldSpirit Awards» в категории «Best Comedy Soundtrack».